# Celestino Camilla
Celestino Camilla (* Niella Tanaro, 17 de septiembre de 1917 - Pégomas, 15 de marzo de 1991). Fue un ciclista italiano hasta que se nacionalizó francés el 5 de agosto de 1949. Fue profesional entre 1938 y 1948 obteniendo sus mayores éxitos deportivos en la Vuelta a España donde obtuvo dos victorias de etapa en la edición de 1942.

## Palmarés
| 1942 - Dos etapas de la Vuelta a España 1946 - 1º en los Boucles de Sospel - 1º en el Gran Premi del Var 1947 - 1º en el Gran Premio Marca y vencedor de una etapa |